# Tlamaya Chico
Tlamaya Chico är en ort i Mexiko.   Den ligger i kommunen Tlapacoya och delstaten Puebla, i den sydöstra delen av landet, 160 km nordost om huvudstaden Mexico City. Tlamaya Chico ligger 858 meter över havet och antalet invånare är 822.
Terrängen runt Tlamaya Chico är kuperad åt nordväst, men åt sydost är den bergig. Runt Tlamaya Chico är det ganska tätbefolkat, med 124 invånare per kvadratkilometer. Närmaste större samhälle är Olintla, 15,5 km öster om Tlamaya Chico. Omgivningarna runt Tlamaya Chico är en mosaik av jordbruksmark och naturlig växtlighet.